# Donald Woods Winnicott
Donald Woods Winnicott (Plymouth, 7 de abril de 1896 — 28 de janeiro, 1971) foi um pediatra e psicanalista inglês influente no campo das teorias das relações objetais e do desenvolvimento psicológico. Foi líder da Sociedade Britânica de Psicanálise Independente, e Presidente da Sociedade Britânica de Psicanálise duas vezes (1956-1959 e 1965-1968).
Winnicott é melhor conhecido por suas ideias relacionadas ao verdadeiro e falso self, a teoria dos pais "suficientemente bons", e em parceria com sua segunda esposa, Clare Winnicott, desenvolveu a noção de objeto transicional. Descreveu diversos livros, incluindo o "Brincar e a Realidade", assim como outros 200 artigos.

## Vida e educação
Winnicott era filho de Elizabeth Martha (Woods) Winnicott e do Sr. John Frederick Winnicott, um comerciante que se tornou cavaleiro em 1924 após servir duas vezes como prefeito de Plymouth.
A família era próspera e aparentemente feliz, mas atrás desse verniz, Winnicott se viu como oprimido por uma mãe com tendências depressivas como também por duas irmãs e uma babá. Foi a influência do seu pai, que era um livre-pensador e empreendedor que o encorajou em sua criatividade. Winnicott se descreveu como um adolescente perturbado, reagindo contra a própria auto-repressão que adquirindo sua capacidade de cuidar ao tentar suavizar os sombrios humores de sua mãe. Estas sementes de autoconsciência se tornaram a base do interesse dele trabalhando com pessoas jovens e problemáticas.
A primeira vez que Winnicott pensou em estudar medicina foi enquanto ainda estava estudando na "The Leys School", um internato em Cambridge, após fraturar sua clavícula, registrou em seu diário que possuía o desejo de poder curar a si mesmo. Começou a realizar estudos clínicios em biologia, fisiologia e anatomia na "Jesus College" em Cambridge em 1914 mas, com o início da Primeira Guerra Mundial, seus estudos foram interrompidos quando ele se tornou um estagiário temporário no hospital de Cambridge. Em 1917, entrou para a Marinha Real Britânica como médico chefe em um dos navios de guerra da Marinha Real Britânica.
Graduado em Cambridge como um dos alunos com menor nota, ele começou a estudar medicina clínica no hospital "St Bartholomew" em Londres. Durante este período, ele aprendeu a partir de seu mento a arte de escutar cuidadosamente enquanto enquanto estiver coletando o histórico médico de seus pacientes, uma habilidade que posteriormente ele identificaria como fundamental para sua prática como psicanalista.

## Carreira
Winnicott finalizou seus estudos em medicina em 1920, mesmo ano em que se casou com a artista plástica Alice Buxton Winnicott (anteriormente, Taylor). Se casaram na igreja de "Saint Mary" em Frensham. Alice teve "diversas dificuldade psicológicas", a partir disso, Winnicott providenciou o início de terapia para ela, assim como para o mesmo para resolver as questões criadas por esse problema. Ele obteve um cargo como médico-cirurgião no "Green Children's Hospital" em Paddington, Londres, onde começou a atuar como pediatra e psicanalista infantil por 40 anos. Em 1923 ele começou sua terapia com James Strachey, que durou 10 anos. Strachey discutiu o caso de Winnicott com sua esposa, Alix Strachey, aparentemente compartilhando que a vida sexual de Winnicott era afetada por suas ansiedades. A segunda análise de Winnicott começou em 1936, com Joan Riviere.
Um acontecimento relevante da vida de Winnicott foi a chegada em Londres, no ano 1926, de Melanie Klein (1882-1960), uma das mais importantes analistas infantis da sua época, logo fazendo escola e seguidores. A convicção do Kleinianos na importância suprema, para saúde psíquica, do primeiro ano da vida da criança, foi compartilhada por Winnicott. Contudo esta visão diverge um pouco da de Freud e de sua a filha Anna Freud (1895-1982) - ela mesma uma analista de crianças, que também vieram para Londres em 1938, refugiados do Nazismo na Áustria. Esboçando-se uma divisão dentro da Sociedade Psicanalítica Britânica entre os Freudianos ortodoxos e o Kleinianos; mas ao final da Segunda Guerra Mundial, em 1945, um acordo tipicamente britânico estabeleceu três cordiais grupos: os Freudianos, o Kleinianos e um grupo “conciliador" ao qual Winnicott pertenceu juntamente com Michael Balint (1896-1970) e John Bowlby (1907–1990).
Em 1927 Winnicott foi aceito como iniciante na Sociedade Britânica de Psicanálise, qualificado como analista em 1934 e como analista de crianças em 1935. Ele ainda estava trabalhando no hospital infantil e posteriormente comentou que... "naquele momento nenhum outro analista era também um pediatra, assim durante duas ou três décadas eu fui fenômeno isolado…" O tratamento de crianças mentalmente transtornadas e das suas mães lhe deu a experiência com a qual ele construiria a maioria das suas originais teorias. E o curto período de tempo que ele poderia dedicar-se a cada caso o conduziu ao desenvolvimento das suas "inter - consultas terapêuticas" outra inovação da prática clínica que introduziu.

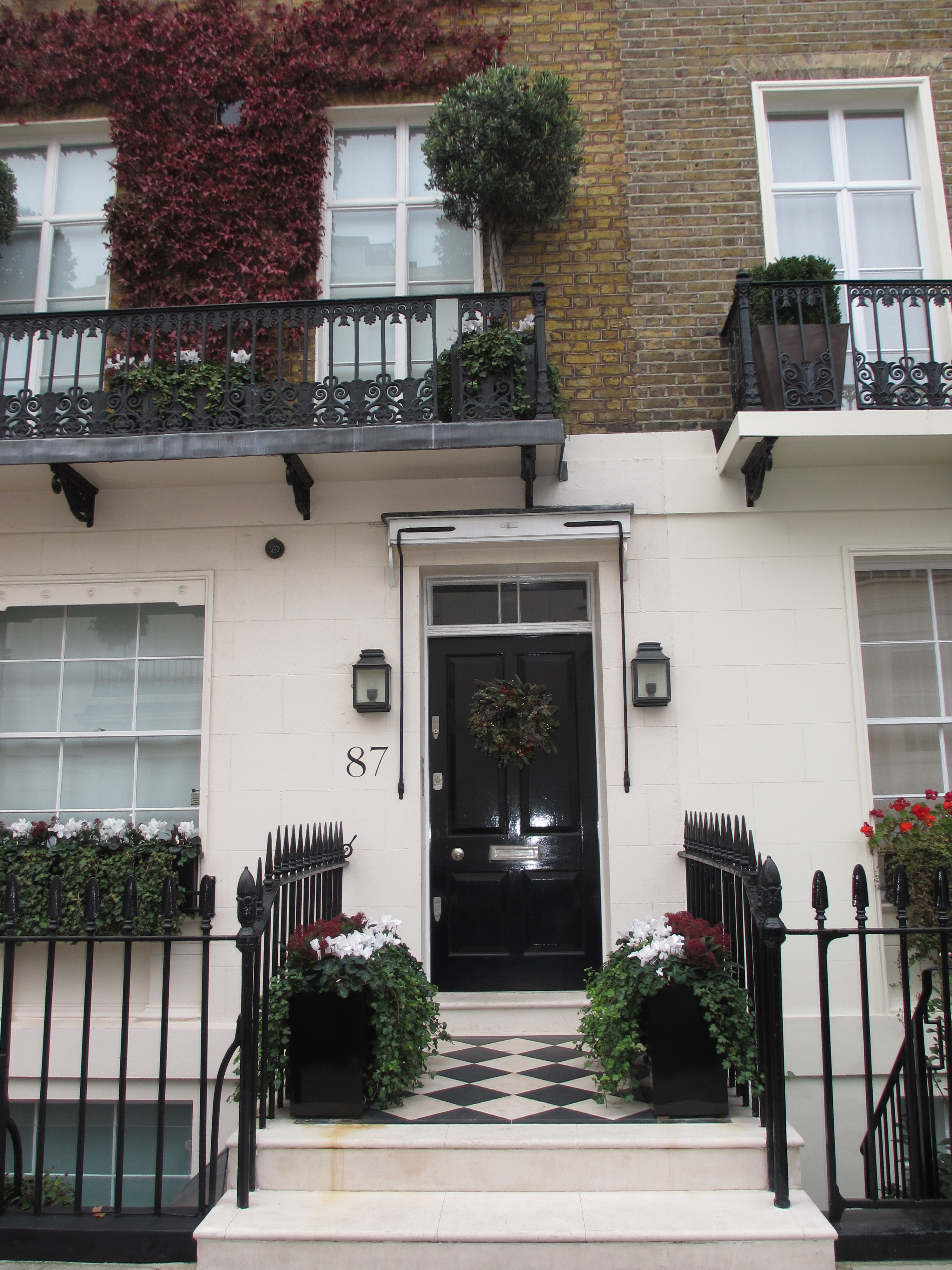
Residência de Winnicott na Chester Square - Londres

Para Freud, ao brincar, a criança tem prazer na aparente onipotência que adquire ao manipular os objetos cotidianos associando-os a símbolos imaginários como no jogo fort-da que evocava a presença da mãe na análise infantil que realizou. Não há dúvidas, porém que foi Melanie Klein quem efetivamente trouxe a brincadeira para o trabalho psicanalítico com crianças. Klein reconhecera uma similitude entre (1) a atividade lúdica infantil e o sonho do adulto, e (2) as verbalizações da criança ao brincar e a associação livre clássica. Discípulo de Klein, Winnicott redimensiona a brincadeira, situando o brincar do analista e o valor que essa atividade possui em si, instituída como uma atividade infantil, e que também faz parte do mundo adulto. Para ele os analistas infantis por se ocuparem tanto dos possíveis significados do brincar não possuíam um claro enunciado descritivo sobre o brincar. Para ele "Brincar é algo além de imaginar e desejar, brincar é o fazer".
Durante a  Segunda Guerra Mundial, Winnicott trabalhou como consultor em pediatria no programa de evacuação de crianças. Neste período, ele conheceu e trabalhou com "Clare Britton", uma psiquiatra e assistente social que virou sua colega no tratamento de crianças seriamente transtornadas que foram afastadas de suas casas na evacuação por conta da guerra. Winnicott após a guerra, realizou uma série de encontros junto a "Janet Quigley" e "Isa Benzie" para a rádio BBC, mais de sessenta programas entre "1943 e 1966". Os programas iniciais em 1943 possuíam o título de "Happy Children." Como resultado do sucesso desses programas, Janet Quigley ofereceu a ele controle total sobre o conteúdo do programa.
Após o fim da guerra, Winnicott também estava tratando pacientes de forma privada. Entre os contemporâneos influenciados por ele, R. D. Laing, escreveu para ele agradecendo e reconhecendo sua ajuda em 1958.
PassadaWinnicott tornou-se um médico contratado do Departamento Infantil do Instituto de Psicanálise, onde trabalhou durante 25 anos. Foi presidente da Sociedade Britânica de Psicanálise por duas gestões, membro da UNESCO e do grupo de especialistas da OMS. Atuou como professor no Instituto de Educação e na London School of Economics, da Universidade de Londres. Dissertou e escreveu amplamente como atividade profissional independente.
Ele divorciou-se de sua primeira esposa em 1951 e, nesse mesmo ano, casou-se com Elsie Clare Nimmo Britton, assistente social psiquiátrica e psicanalista.
Exceto por um único livro publicado em 1931 (Clinical Notes on Disorders of Childhood), todos os livros de Winnicott foram publicados depois de 1944, incluindo "The Ordinary Devoted Mother and Her Baby" (1949), The Child and the Family (1957), O Brincar e a Realidade, (1971), e Holding e Interpretação: Fragmento de uma Análise (1972).
Winnicott morreu em 28 de janeiro de 1971, após uma série de ataques cardíacos, sendo cremado em Londres. Clare Winnicott posteriormente publicou diversos trabalhos de Winnicott.

## Teoria sobre importância e efeitos do cuidado materno
Para Winnicott, cada ser humano traz um potencial inato para amadurecer, para se integrar; porém, o fato dessa tendência ser inata não garante que esse potencial será efetivado. Isto dependerá de um ambiente facilitador que forneça os cuidados essenciais, sendo que, no início, esse ambiente é representado pela mãe. Winnicott define que essa mãe, para garantir o devido amadurecimento da criança, deverá ser o que chama de uma mãe suficientemente boa. É importante ressaltar que esses cuidados dependem da necessidade de cada criança, pois cada ser humano responderá ao ambiente de forma própria, apresentando, a cada momento, condições, potencialidades e dificuldades diferentes.
Segundo esse autor a mãe suficientemente boa (não necessariamente a própria mãe do bebê) é aquela que efetua uma adaptação ativa às necessidades do bebê, uma adaptação que diminui gradativamente, segundo a capacidade deste em aquilatar o fracasso da adaptação e em tolerar os resultados da frustração (Winnicott, 1971).
Assim, podemos pensar que, se amadurecer significa alcançar o desenvolvimento do que é potencialmente intrínseco, possíveis dificuldades da mãe em olhar para o filho como diferente dela, com capacidade de alcançar certa autonomia, podem tornar o ambiente não suficientemente bom para aquela criança amadurecer. Não basta, apenas, que a mãe olhe para o seu filho com o intuito de realizar actividades mecânicas que supram as necessidades dele; é necessário que ela perceba como fazer para satisfazê-lo e possa reconhecê-lo em suas particularidades.
Num artigo intitulado "A mãe dedicada comum", escrito em 1966 e publicado numa colectânea de conferências e palestras radiofónicas, Winnicott descreveu um estado psicológico especial, um modo típico que acomete as mulheres gestantes no final da gestação e nas semanas que sucedem o parto. Nessa palestra, o autor nos conta como, em 1949, surgiu quase que por acaso a expressão "mãe dedicada comum", que serviu para designar a mãe capaz de vivenciar esse estado, voltando-se naturalmente para as tarefas da maternidade, temporariamente alienada de outras funções, sociais e profissionais.
Trata-se, pois, de uma condição psicológica muito especial, de sensibilidade aumentada, que Winnicott chega a comparar a uma doença, uma dissociação, um estado esquizóide, que, no entanto, é considerado normal durante esse período. Observe-se também que não é raro um surto psicótico típico nesse período, o que se denomina psicose puerperal.
Winnicott afirma que, na base do complexo de sensações e sentimentos peculiares dessa fase, está um movimento regressivo da mãe na direcção de suas próprias experiências enquanto bebê e das memórias acumuladas ao longo da vida, concernentes ao cuidado e protecção de crianças.
Tão gradualmente como se instala, em condições normais, o estado de “preocupação materna primária” deve dissipar-se. Essas condições incluem a saúde física do bebé e da mãe, após um parto não traumático, uma amamentação tranqüila e pouca interferência de elementos estressantes.
Após algumas semanas de intensa adaptação às necessidades do recém–nascido, este sinaliza que seu amadurecimento já o torna apto a suportar as falhas maternas. A mãe suficientemente boa deve compreender esse movimento do bebé rumo à dependência relativa e a ele corresponder, permitindo-se falhas que abrirão espaço ao desenvolvimento.
De fato, na obra de Winnicott (1979/1983; 1988/2002) encontramos que a capacidade das mães em dedicar a seus filhos toda a atenção de que precisam, atendendo suas necessidades de alimentação, higiene, acalento ou no simples contacto sem actividades, cria condições para a manifestação do sentimento de unidade entre duas pessoas. Da relação saudável que ocorre entre a mãe e o bebé, emergem os fundamentos da constituição da pessoa e do desenvolvimento emocional-afetivo da criança.
A capacidade da mãe em se identificar com seu filho permite-lhe satisfazer a função sintetizada por Winnicott na expressão holding. Ela é a base para o que gradativamente se transforma em um ser que experimenta a si mesmo. A função do holding em termos psicológicos é fornecer apoio egóico, em particular na fase de dependência absoluta antes do aparecimento da integração do ego. O holding inclui principalmente o segurar fisicamente o bebé, que é uma forma de amar; contudo, também se amplia a ponto de incluir a provisão ambiental total anterior ao conceito de viver com, isto é, da emergência do bebé como uma pessoa separada que se relaciona com outras pessoas separadas dele.
Winnicott (1979/1983) também coloca que a mãe, ao tocar seu bebé, manipulá-lo, aconchegá-lo, falar com ele, acaba promovendo um arranjo entre soma (o organismo considerado fisicamente) e psique e, principalmente ao olhá-lo, ela se oferece como espelho no qual o bebé pode se ver.
Winnicott considera o infante em processo contínuo de constituir-se sujeito em um corpo que se desenvolve, amadurece e cresce em inter-relação permanente com o ambiente, em sua teoria versa que pelo brincar a criança se apropria de experiências com e através de um espaço situado entre o real e a fantasia.
Na visão winnicottiana, já nos primórdios da existência, é fundamental para a constituição do self o modo como a mãe coloca o bebé no colo e o carrega; dá-se, assim, a continuidade entre o inato, a realidade psíquica e um esquema corporal pessoal.
O holding é necessário desde a dependência absoluta até a autonomia do bebé, ou seja, quando os espaços psíquicos entre este e sua mãe já estão perfeitamente distintos.

Winnicott (1976/1983), visando mostrar a pais leigos a importância do que eles faziam naturalmente, traz uma descrição mais concreta do que está envolvido no holding:
Protege da agressão fisiológica, leva em conta a sensibilidade cutânea do lactente – tacto, temperatura, sensibilidade auditiva, sensibilidade visual, sensibilidade à queda (acção da gravidade) e a falta de conhecimento do lactente da existência de qualquer coisa que não seja ele mesmo. Inclui a rotina completa do cuidado dia e noite, e não é o mesmo que com dois lactentes, porque é parte do lactente, e dois lactentes nunca são iguais. Segue também as mudanças instantâneas do dia-a-dia que fazem parte do crescimento e do desenvolvimento do lactente, tanto físico como psicológico. (Winnicott, 1979/1983, p.48)

## O objeto transicional
Em sua teoria, conforme colocado anteriormente, afirma que o “estado de preocupação materna primária” implica uma regressão parcial por parte da mãe, a fim de identificar-se com o bebé e, assim, saber do que ele precisa, mas, ao mesmo tempo, ela mantém o seu lugar de adulta. É, ainda, um estado temporário, pois o bebé naturalmente passará da “dependência absoluta” para a “dependência relativa”, o que é essencial para o seu amadurecimento.
A dependência absoluta refere-se ao fato de o bebé depender inteiramente da mãe para ser e para realizar sua tendência inata à integração em uma unidade. À medida que a integração torna-se mais consistente, o amadurecimento exige que, vagarosamente, algo do mundo externo se misture à área de omnipotência do bebé. Ser capaz de adoptar um objecto transiccional já anuncia que esse processo está em curso e, a partir daí, algumas mudanças se insinuam. O bebé está passando para a dependência relativa e pode se tornar consciente da necessidade dos detalhes do cuidado maternal e relacioná-los, numa dimensão crescente, a impulsos pessoais.
No início da passagem da dependência absoluta para a dependência relativa, os objectos transiccionais exercem a indispensável função de amparo, por substituírem a mãe que se desadapta e desilude o bebé. A transiccionalidade marca o início da desmistura, da quebra da unidade mãe-bebê.
Na progressão da dependência absoluta até a relativa, Winnicott (1988/2002) definiu três realizações principais:
- integração,
- personificação e
- início das relações objectivas.

É nesse período de dependência relativa que o bebé vive estados de integração e não integração, forma conceitos de eu e não – eu, mundo externo e interno, estágio de concernimento, podendo então seguir em seu amadurecimento, no que o autor denomina independência relativa ou rumo à independência. Aqui, o bebé desenvolve meios para poder prescindir do cuidado maternal. Isto é conseguido mediante a acumulação de memórias de maternagem, da projecção de necessidades pessoais e da introjeção dos detalhes do cuidado maternal, com o desenvolvimento da confiança no ambiente.
É importante ressaltar que, segundo Winnicott, a independência nunca é absoluta. O indivíduo sadio não se torna isolado, mas se relaciona com o ambiente de tal modo que pode se dizer que ambos se tornam interdependentes.

## Livros publicados em português
A classificação das obras de Winnicottt (ano e letra) segue a estabelecida por Knud Hjulmand. Foi acrescentada também a classificação estabelecida por Harry Karnac (W!, W2 ...W21) e os respectivos livros na sua primeira edição, tanto em português quanto no original.
- 1958a: Da pediatria à psicanálise. Trad. de Jane Russo. Rio de Janeiro. Francisco Alves, 1978. Da pediatria à psicanálise. Trad. de Davy Litman Bogomoletz. Rio de Janeiro, Imago, 2000. W6 - Collected Papers: Through Paediatrics to Psycho-Analysis. London, Tavistock ,1958.
- 1964a: A criança e seu mundo. Trad. de Álvaro Cabral. Rio de Janeiro, Zahar Editores, 1985. W7 - The Child, the Family, and the Outside World. Harmondsworth, Penguin Books, 1964.
- 1965a: A família e o desenvolvimento individual. Trad. de Marcelo Brandão Cipola. São Paulo, Martins Fontes, 1983. W8 – The Family and Individual Development. London, Tavistock Publications, 1965.
- 1965b: O ambiente e os processos de maturação. Trad. de Irineu Constantino Schuch Ortiz. Porto Alegre, Artes Médicas, 1983. W9 - The Maturational Processes and the Facilitating Environment. London, Hogarth 1965.
- 1971a: O brincar e a realidade. Trad. de José Octávio de Aguiar Abreu e Vanede Nobre. Rio de Janeiro, Imago, 1975. W10 - Playing and Reality. London, Tavistock, 1971.
- 1971b: Consultas terapêuticas em psiquiatria Infantil. Trad. de Joseti Marques Xisto Cunha. Rio de Janeiro, Imago, 1984. W11 - Therapeutic Consultations in Child Psychiatry. London, Hogarth, 1971.
- 1977: The Piggle: o relato do tratamento psicanalítico de uma menina. Trad. de Else Pires Vieira e Rosa de Lima Martins. Rio de Janeiro, Imago, 1979. W12 - The Piggle. An Account of the Psycho-Analytic Treatment of a Little Girl. Ed. I.Ramzy. London, Hogarth 1977.
- 1984a: Privação e delinquência. Trad. de Álvaro Cabral. São Paulo, Martins Fontes, 1987. W13 – Deprivation and Delinquency. Eds. C.Winnicott/R.Shepherd/M.Davis. London, Tavistock, 1984.
- 1986a: Holding e interpretação. Trad. de Sónia Maria Tavares Monteiro de Barros. São Paulo, Martins Fontes, 1991. W15 - Holding and Interpretation. Fragment of an Analysis. London, Hogarth, 1986.
- 1986b: Tudo começa em casa. Trad. de Paulo Sandler. São Paulo, Martins Fontes, 1989. W14 - Home Is Where We Start From. Eds. C.Winnicott/R.Shepherd/M.Davis. Harmondsworth, Penguin 1986.
- 1987a: Os bebés e suas mães. Trad. de Jefferson Luiz Camargo. São Paulo, Martins Fontes, 1988. W16 - Babies and their Mothers. Eds. C.Winnicott/R.Shepherd/M.Davis. Reading, Mass., Addison-Wesley, 1987.
- 1987b: O gesto espontâneo. Trad. de Luis Carlos Borges. São Paulo, Martins Fontes, 1990. W17 - The Spontaneous Gesture, Selected Letters. Ed. F.R.Rodman. Cambridge, Mass., Harvard University Press, 1987.
- 1988: Natureza humana. Trad.de Davi Litman Bogomoletz. Rio de Janeiro, Imago, 1990. W18 - Human Nature. Eds. C.Bollas/M.Davis/R.Shepherd. London, Free Association, 1988.
- 1989a: Explorações psicanalíticas. Trad.de José Octávio de Aguiar Abreu. Porto Alegre, Artes Médicas, 1994. W19 - Psycho-Analytic Explorations. Eds C.Winnicott/R.Shepherd/M.Davis. Cambridge, Mass., Harvard University Press, 1989.
- 1993a: Conversando sobre crianças [com os pais]. Trad. de Álvaro Cabral. São Paulo, Martins Fontes, 1993. W20 - Talking to Parents, eds. C.Winnicott/C.Bollas/M.Davis/R.Shepherd.

Reading, Massachusetts, Addison-Wesley, 1993.
- 1996a: Pensando sobre crianças. Trad. de Maria Adriana Veríssimo Veronese. Porto Alegre, Artes Médicas, 1997. W21 - Thinking About Children, eds. R.Shepherd/J.Johns/H.T.Robinson.

London, Karnac Books, 1996.